# Pisarz ziemski
Pisarz ziemski – urzędnik, wchodzący w skład personelu sądu ziemskiego; do obowiązków jego należała troska o księgi ziemskie, zawierające tzw. akty wieczyste, dotyczące spraw majątkowych szlachty. Wraz z sędzią i podsędkiem wchodził w skład kompletu sądowego.